# 福州战役 (1934年)
福州战役是1934年中国工农红军第七军团（简称“红七军团”）与國民革命軍在福州地區发生的战争。
1934年夏，中共中央决定由红七军团组成北上抗日先遣队，自江西瑞金出发，向闽浙皖赣边境进军，牵制国民党军力，推动抗日运动。7月6日，红七军团军政委员会主席曾洪易、军团长寻淮洲、政委乐少华率6000余人进入福建；29日，攻克南平樟湖坂，北渡闽江；30日，占领古田黄田、谷口。
中革军委随后命其东进水口，威胁福州。8月1日，红七军团进占水口，一部占古田县城。红七军团东进引起国民党震惊，福建省主席陈仪急调第八十七师，蒋鼎文亲赴福州部署，决定合击红军。蒋介石亦令湘北部队水运入闽增援。
8月3日，红七军团为避敌阻击绕道闽侯北部山区。4日，八十七师主力抵水口未遇红七军团，7日开始尾追。红七军团主力于7日晚向福州西北发起进攻，但因地形与敌情不明，突击受阻，未能突破隐士山坡防线，王庄机场突袭亦未成功。8日，红军再攻受挫，决定撤退转向闽东苏区。
9日，红七军团护送伤员向连江桃源、潘渡转移。10日，遭五二二团追击，在梧桐山爆发激战。红七军团参谋长粟裕率部痛击敌军，并部署断敌退路。國民黨空軍轰炸误伤己军，红七军团亦有损失。夜间红七军团主动撤出战斗，转入连罗苏区。
11日，红七军团安全抵达罗源风坂、百丈一带。12日，红七军团领导与闽东红军首长会晤，决定攻打罗源县城，打通连罗与宁德苏区的联系，闽东独立第二团在宁德策应，闽东独立第十三团负责配合攻城。13日晚，粟裕率部抵罗源白塔村，派小分队化装进城侦察。14日凌晨，红军发动奇袭：佯攻东西门，主攻南门，突破后直取县政府。游击队配合西门突入，红军迅速控制全城，全歼守军1000余人，缴枪数百，解救被押群众。当日下午，红七军团撤出罗源县城，继续北进。17日，在罗源梦龙伏击追敌四十九师，激战6小时，击退敌人七次进攻，毙敌180余人。随后，红七军团与闽东独立第二团会师于宁德赤溪。